# Дзивгис
Дзивги́с (осет. Дзывгъис) — село в Алагирском районе Республики Северная Осетия-Алания. Входит в состав Фиагдонского сельского поселения.

## Географическое положение
Селение расположено в Куртатинском ущелье, на левом берегу реки Фиагдон, у подножья горы Кариу-хох. Находится в 5 км к северу от центра сельского поселения Верхний Фиагдон, в 40 км к юго-востоку от районного центра Алагир и в 43 км к юго-западу от Владикавказа.

## История
Вахушти Багратиони в своё время обозначил Дзивгис как «большое селение». По данным Иоанна Болгарского, в 1780 году в Дзивгисе насчитывалось 60 дворов. 
В первой половине XIX века в Дзивгисе побывал ссыльный декабрист В. С. Толстой. На него большое впечатление произвела пещера в скале над Дзивгисом, вся заполненная «человеческими костями и несколькими тысячами таких же остовов небольшого размера». Местные жители, по словам декабриста, чтили эти останки в пещере как святыню и связывали останки с легендарными нартами. Профессор В. Ф. Миллер, посетивший Дзивгис в ходе своей научной экспедиции 1888 года, «под самым отвесом скалы» исследовал «могильные пещеры».
В середине XIX века в селе было 26 дворов, с численностью населения в 213 человек. В 1886 году в селении было 25 дворов (362 человека), а в 1910 году — 32 двора (412 человек). Но после революции горцы покинули эти места во время массового переселения на плоскость, образовав два небольших аула — Верхний и Нижний Кадгарон.

## Население
| 2002 | 2010 | 2021 |
| ---- | ---- | ---- |
| 32   | ↘23  | ↘17  |

## Достопримечательности
В селении и его окрестностях сохранились шесть предпещерных замков. Их основанием служат естественные выемки, проделанные в известняковых скалах водой и ветром. Они заложены стенами из камней, скреплённых крепким раствором. Есть пещеры, где могло разместиться не менее сотни человек. Одна из замковых пещер заканчивается глубоким «карманом», который упирается в тупик на отметке 65 метров.
Другими достопримечательностями Дзивгиса являются средневековые склепы («Город мёртвых») и средневековая церковь Святого Георгия, в XXI веке тщательно отреставрированная куртатинцами (по состоянию на 2022 год закрыта для туристического посещения). В 2014 году Банк России выпустил памятную монету с изображением храма.